# 백아로
백아로(Baega-ro)는 전라남도 화순군 이서면 에서 화순군 동복면 천변리삼거리를 잇는 도로이다.

## 주요 경유지
전라남도
- 화순군 (이서면 . 백아면 . 동북면) - 담양군 (대덕면 . 가사문학면)

## 노선
| 이름              | 접속 노선  | 소재지 | 소재지     | 비고 |
| ----------------- | ---------- | ------ | ---------- | ---- |
| (이름없음)        | 적벽로     | 화순군 | 이서면     |      |
| 야사제1교         |            | 화순군 | 이서면     |      |
| 방아재            |            | 담양군 | 대덕면     |      |
| 남면구산리 삼거리 | 가사문학로 | 담양군 | 가사문학면 |      |
| 구산교            |            | 담양군 | 가사문학면 |      |
| 북면임곡리 교차로 | 임곡길     | 화순군 | 백아면     |      |
| 운산삼거리        | 용산2길    | 화순군 | 백아면     |      |
| 맹리교            |            | 화순군 | 백아면     |      |
| 북면맹리 교차로   | 용산로     | 화순군 | 백아면     |      |
| 남치교            |            | 화순군 | 백아면     |      |
| 원리3교           |            | 화순군 | 백아면     |      |
| 원리사거리        | 오산로     | 화순군 | 백아면     |      |
| 윈리삼거리        | 원리길     | 화순군 | 백아면     |      |
| 수리삼거리        | 수양로     | 화순군 | 백아면     |      |
| 다곡삼거리        | 물염로     | 화순군 | 백아면     |      |
| 다곡교            |            | 화순군 | 백아면     |      |
| 독재터널          |            | 화순군 | 백아면     |      |
|                   | 동복면     | 화순군 |            |      |
| 가수교            |            | 화순군 |            |      |
| 신율교            |            | 화순군 |            |      |
| 경열교            |            | 화순군 |            |      |
| 천변리 교차로     | 오지호로   | 화순군 |            |      |

## 주요 건물 및 시설
- 화순북면중학교 (백아로 1198/이천리 26)
- 화순이서우체국 (백아로 3124/이서리 180-2)